# Prisoners (film 2013)
Prisoners è un film del 2013 diretto da Denis Villeneuve e interpretato da Hugh Jackman e Jake Gyllenhaal.

## Trama
La famiglia Dover conduce una vita serena in una cittadina della Pennsylvania, ma, durante i festeggiamenti per il Giorno del ringraziamento, l'ultimogenita Anna (6 anni) scompare nel nulla assieme a Joy Birch (7 anni), figlia di amici di famiglia. Il padre di Anna, Keller, inizia le ricerche delle due piccole, focalizzando la sua attenzione su un camper che sostava nella zona fino a poco prima della scomparsa.
Il detective Loki individua il camper e vi trova dentro il giovane Alex Jones. Questi soffre di un ritardo mentale e, non avendo familiari in vita, è affidato all'anziana zia Holly. Loki lo arresta, ma non riesce a trovare prove decisive che lo colleghino al rapimento, dunque il ragazzo dopo 48 ore viene rilasciato. Keller, scosso da questa notizia, lo aggredisce fuori dalla stazione di polizia, riportando che nella colluttazione Jones gli abbia sussurrato la frase "Non hanno pianto finché non le ho lasciate", per cui si convince che in realtà Alex sia coinvolto nel delitto.
Loki conduce un'indagine ad ampio spettro sui pedofili residenti in zona e, andandoli ad interrogare, riporta alla luce alcuni casi ormai dimenticati. Nella cantina di un ex-sacerdote alcolizzato, rinviene il cadavere mummificato di un uomo: il prete gli rivela che si tratta di un uomo che ha ucciso poiché gli aveva confessato di aver assassinato sedici bambini e che aveva intenzione di ucciderne altri. Il detective, inoltre, lavora anche su un caso di 26 anni prima, in cui un bambino, Barry Milland, era stato rapito e mai più ritrovato. Loki, infine, ad una veglia in onore di Anna e Joy, vede un uomo sospetto che fugge quando lui lo avvicina: lo stesso personaggio viene visto introdursi furtivamente nelle case dei Birch e dei Dover.
Nel frattempo, Keller, sicuro che Alex c'entri in qualche modo con il rapimento delle due bambine, lo rapisce e lo segrega nella vecchia casa di famiglia dove, con l'aiuto di Franklin (padre di Joy), lo sevizia per fargli rivelare dove siano. Le torture, sempre più violente e brutali, non producono risultati, ma a un certo punto il ragazzo dice una frase senza senso apparente: "Io non sono Alex".
Loki, intanto, rintraccia il sospetto che era fuggito la notte della veglia, un certo Bob Taylor: il ragazzo è ossessionato dai labirinti, che disegna su qualsiasi superficie, e in casa sua il detective rinviene contenitori pieni di serpenti e di vestiti per bambini insanguinati. I Birch e i Dover riconoscono i vestitini di Joy e Anna, che a questo punto vengono credute morte. Taylor, torchiato dai poliziotti, riesce a rubare una pistola e si suicida sotto gli occhi di Loki. La scientifica rivela che il sangue sui vestiti era di maiale; si scopre, inoltre, che Taylor era stato rapito da bambino, ma è riuscito a scappare poche settimane dopo, e che il suo rapitore, mai catturato, lo aveva drogato. Si presume, quindi, che non sia stato coinvolto nel rapimento delle bambine, ma che abbia solo finto a causa del trauma subito, in un chiaro caso di mitomania. I vestiti riconosciuti dalle famiglie, infatti, erano stati rubati soltanto dopo il rapimento.
Keller intanto nella vecchia casa continua a torturare orribilmente Alex, che ad un certo punto gli dice: "Sono nel labirinto". Keller va allora a trovare Holly e menziona la stessa parola "labirinto" per vedere la reazione della donna, ma non raccoglie alcun indizio. Nel frattempo, Loki riconosce nel labirinto disegnato da Taylor la collana del cadavere mummificato trovato a casa del prete, capendo che sono collegati. Inaspettatamente viene trovata Joy - riuscita a fuggire fortunosamente dalla sua prigione - viva, ma pesantemente drogata; nel suo stato alterato, quando vede Keller gli dice "Anche tu ci sei stato". Keller allora finalmente intuisce dove possa essere prigioniera la sua bambina, e si precipita in auto, inseguito invano da Loki; il detective corre alla vecchia casa di Keller convinto di trovare le bambine e, invece, trova Alex tenuto prigioniero.
Keller si precipita a casa della signora Holly, dove già si era recato nei giorni precedenti per cercare conferme sulla colpevolezza di Alex. Qui la donna si rende conto di essere stata ormai scoperta, e freddamente lo minaccia con una pistola, obbligando Keller ad indossare un paio di manette, e drogandolo. Holly rivela di essere lei l'artefice del rapimento delle bambine usando Alex come esca: lei e suo marito avevano ingaggiato "una battaglia contro Dio", poiché il loro bambino era morto di cancro. I due serial killer rapivano e uccidevano bambini per far provare ai genitori lo stesso dolore che avevano provato loro. Keller all'esterno della casa viene ferito a una gamba da un colpo di pistola, e rinchiuso in una oscura botola segreta dove le due bambine erano state rinchiuse. Qui l'uomo, agonizzante, trova il fischietto appartenuto a sua figlia.
Loki va a casa di Holly per informarla del ritrovamento di Alex e qui vede una foto del marito di Holly che porta la collana del labirinto, la stessa collana trovata sul cadavere a casa del prete, e capisce come stiano le cose: proprio in quel momento la donna inietta del veleno ad Anna, per sopprimerla, ma il detective uccide la donna e poi corre in ospedale per salvare la bambina.
Giorni dopo, Anna si sta riprendendo in ospedale, ma Keller, ormai ricercato dalla polizia, non è ancora stato trovato. I giornali rivelano che Alex è in realtà Barry Milland, lo stesso bambino scomparso 26 anni prima e rapito dalla coppia di serial killer (che forse hanno risparmiato e usato a causa della sua disabilità) e che finalmente si è ricongiunto alla sua famiglia. La sera stessa il detective si trova a casa di Holly, dove la scientifica sta per concludere i rilievi. Improvvisamente, Loki all'esterno della casa sente un flebile, lontano suono di fischietto, segno che Keller chiede aiuto.

## Produzione
Il progetto iniziale prevedeva gli attori Mark Wahlberg e Christian Bale come protagonisti e Bryan Singer come regista, ma tutto saltò. Successivamente, Leonardo DiCaprio fu scelto per il ruolo di Keller Dover, ma anche questo progetto saltò. In seguito, Hugh Jackman venne scritturato come protagonista insieme ad Antoine Fuqua in regia, ma dopo svariati mesi entrambi rifiutarono il progetto, finché Jackman tornò sui suoi passi, firmando per il ruolo principale.

### Riprese
Le riprese del film sono iniziate nel mese di gennaio 2013 e si sono svolte tra le città di Atlanta e Conyers, entrambe nello stato della Georgia.

## Promozione
Il primo trailer del film viene pubblicato online il 30 maggio 2013, mentre la versione italiana viene diffusa il 27 settembre tramite il canale YouTube della Warner Bros.

## Distribuzione
La pellicola è stata distribuita nelle sale statunitensi a partire dal 20 settembre 2013, mentre in Italia viene proiettato in anteprima al Lucca Comics & Games il 1º novembre e distribuito nelle sale dal 7 novembre.

## Riconoscimenti
- 2014 - Premio Oscar
  - Candidatura per la migliore fotografia a Roger Deakins
- 2013 - National Board of Review of Motion Pictures
  - Migliori dieci film dell'anno
  - Miglior cast
- 2014 - Satellite Awards
  - Candidatura miglior attore non protagonista a Jake Gyllenhaal
  - Candidatura migliore fotografia ad Roger Deakins
  - Candidatura miglior montaggio ad Gary D. Roach e Joel Cox
- 2014 - Saturn Award
  - Miglior trucco a Donald Mowat
  - Candidatura miglior film thriller
  - Candidatura miglior attrice non protagonista a Melissa Leo
- 2014 - Empire Awards
  - Candidatura miglior thriller
- 2014 - American Society of Cinematographers Awards
  - Candidatura per la miglior direzione della fotografia a Roger Deakins
- 2013 - Hollywood Film Festival
  - Miglior attore non protagonista dell'anno a Jake Gyllenhaal
- 2013 - Toronto International Film Festival
  - Terzo classificato al premio del pubblico
- 2014 - People's Choice Awards
  - Candidatura al miglior film drammatico
- 2014 - Critics' Choice Movie Award
  - Candidatura per la miglior fotografia a Roger Deakins
- 2014 - Make-Up Artists and Hair Stylists Awards
  - Miglior Contemporary Make-Up a Donald Mowat e Pamela S. Westmore
- 2014 - Georgia Film Critics Association[4]
  - Candidatura per il miglior film prodotto in Georgia